# Supertungvikt i fristil för herrar i brottning vid olympiska sommarspelen 2004
Herrarnas brottningsturnering i fristil i viktklassen supertungvikt vid olympiska sommarspelen 2004 avgjordes den 27-28 augusti i Aten i Ano Liossia Olympic Hall. 

## Medaljörer
| Klass         | Guld                        | Silver                | Brons                   |
| Supertungvikt | Artur Tajmazov · Uzbekistan | Alireza Rezaei · Iran | Aydın Polatçı · Turkiet |

## Resultat

### Förkortningar
- EF — Vinst genom förverkande, förloraren ej plancerad
- E2 — Båda brottarna diskvalificerade för brott mot reglerna
- EV — Diskvalifikation från samtliga tävlingar för brott mot reglerna
- EX — 3 varningar eller brott mot reglerna
- PA — Skada/uteblivande
- PO — Vinst efter poäng, förloraren utan teknik-poäng
- PP — Vinst efter poäng, förloraren med teknik-poäng
- SP — Teknisk överlägsenhet, 10 poängs skillnad, förloraren hade poäng
- ST — Teknisk överlägsenhet, 10 poängs skillnad, förloraren utan poäng
- TO — Vinst efter fall
- KP — Klassificeringspoäng
- TP — Tekniska poäng

### Utslagningsronder

#### Grupp 1
| Tävlande                     | Spelade | Vunna | Förlorade | KP | TP |
| ---------------------------- | ------- | ----- | --------- | -- | -- |
| Artur Taymazov (UZB)         | 2       | 2     | 0         | 8  | 20 |
| Marek Garmulewicz (POL)      | 2       | 1     | 1         | 3  | 6  |
| Palwinder Singh Cheema (IND) | 2       | 0     | 2         | 1  | 4  |

|                              | Poäng |                              | KP     |
| ---------------------------- | ----- | ---------------------------- | ------ |
| Artur Taymazov (UZB)         | 10–0  | Marek Garmulewicz (POL)      | 4–0 ST |
| Palwinder Singh Cheema (IND) | 0–10  | Artur Taymazov (UZB)         | 0–4 ST |
| Marek Garmulewicz (POL)      | 6–4   | Palwinder Singh Cheema (IND) | 3–1 PP |

#### Grupp 2
| Tävlande                        | Spelade | Vunna | Förlorade | KP | TP |
| ------------------------------- | ------- | ----- | --------- | -- | -- |
| Kuramagomed Kuramagomedov (RUS) | 2       | 2     | 0         | 6  | 11 |
| Alex Modebadze (GEO)            | 2       | 1     | 1         | 3  | 5  |
| Ottó Aubéli (HUN)               | 2       | 0     | 2         | 0  | 0  |

|                                 | Poäng |                                 | KP     |
| ------------------------------- | ----- | ------------------------------- | ------ |
| Ottó Aubéli (HUN)               | 0–6   | Kuramagomed Kuramagomedov (RUS) | 0–3 PO |
| Alex Modebadze (GEO)            | 5–0   | Ottó Aubéli (HUN)               | 3–0 PO |
| Kuramagomed Kuramagomedov (RUS) | 5–0   | Alex Modebadze (GEO)            | 3–0 PO |

#### Grupp 3
| Tävlande                | Spelade | Vunna | Förlorade | KP | TP |
| ----------------------- | ------- | ----- | --------- | -- | -- |
| Alexis Rodríguez (CUB)  | 2       | 2     | 0         | 7  | 18 |
| Nestoras Batzelas (GRE) | 2       | 1     | 1         | 3  | 5  |
| Serhii Priadun (UKR)    | 2       | 0     | 2         | 0  | 0  |

|                         | Poäng |                         | KP     |
| ----------------------- | ----- | ----------------------- | ------ |
| Alexis Rodríguez (CUB)  | 10–0  | Nestoras Batzelas (GRE) | 4–0 ST |
| Serhii Priadun (UKR)    | 0–8   | Alexis Rodríguez (CUB)  | 0–3 PO |
| Nestoras Batzelas (GRE) | 5–0   | Serhii Priadun (UKR)    | 3–0 PO |

#### Grupp 4
| Tävlande             | Spelade | Vunna | Förlorade | KP | TP |
| -------------------- | ------- | ----- | --------- | -- | -- |
| Aydın Polatçı (TUR)  | 2       | 2     | 0         | 7  | 15 |
| Sven Thiele (GER)    | 2       | 1     | 1         | 4  | 5  |
| Rareş Chintoan (ROU) | 2       | 0     | 2         | 0  | 0  |

|                      | Poäng |                      | KP     |
| -------------------- | ----- | -------------------- | ------ |
| Rareş Chintoan (ROU) | 0–4   | Sven Thiele (GER)    | 0–3 PO |
| Aydın Polatçı (TUR)  | 10–0  | Rareş Chintoan (ROU) | 4–0 ST |
| Sven Thiele (GER)    | 1–5   | Aydın Polatçı (TUR)  | 1–3 PP |

#### Grupp 5
| Tävlande                    | Spelade | Vunna | Förlorade | KP | TP |
| --------------------------- | ------- | ----- | --------- | -- | -- |
| Marid Mutalimov (KAZ)       | 3       | 3     | 0         | 9  | 10 |
| Kerry McCoy (USA)           | 3       | 2     | 1         | 7  | 12 |
| Francesco Miano-Petta (ITA) | 3       | 1     | 2         | 4  | 0  |
| Yury Mildzihov (KGZ)        | 3       | 0     | 3         | 2  | 1  |

|                             | Poäng |                       | KP     |
| --------------------------- | ----- | --------------------- | ------ |
| Francesco Miano-Petta (ITA) | 0–7   | Kerry McCoy (USA)     | 0–3 PO |
| Marid Mutalimov (KAZ)       | 3–2   | Yury Mildzihov (KGZ)  | 3–1 PP |
| Francesco Miano-Petta (ITA) | 0–3   | Marid Mutalimov (KAZ) | 0–3 PO |
| Kerry McCoy (USA)           | 4–0   | Yury Mildzihov (KGZ)  | 3–0 PO |
| Francesco Miano-Petta (ITA) |       | Yury Mildzihov (KGZ)  | 4–0 PA |
| Kerry McCoy (USA)           | 1–4   | Marid Mutalimov (KAZ) | 1–3 PP |

#### Grupp 6
| Tävlande                      | Spelade | Vunna | Förlorade | KP | TP |
| ----------------------------- | ------- | ----- | --------- | -- | -- |
| Alireza Rezaei (IRI)          | 3       | 3     | 0         | 9  | 15 |
| Bozhidar Boyadzhiev (BUL)     | 3       | 2     | 1         | 7  | 9  |
| Gelegjamtsyn Ösökhbayar (MGL) | 3       | 1     | 2         | 3  | 6  |
| Barys Hrynkevich (BLR)        | 3       | 0     | 3         | 1  | 1  |

|                               | Poäng |                               | KP     |
| ----------------------------- | ----- | ----------------------------- | ------ |
| Alireza Rezaei (IRI)          | 5–0   | Bozhidar Boyadzhiev (BUL)     | 3–0 PO |
| Gelegjamtsyn Ösökhbayar (MGL) | 6–0   | Barys Hrynkevich (BLR)        | 3–0 PO |
| Alireza Rezaei (IRI)          | 3–0   | Gelegjamtsyn Ösökhbayar (MGL) | 3–0 PO |
| Bozhidar Boyadzhiev (BUL)     | 5–1   | Barys Hrynkevich (BLR)        | 3–1 PP |
| Alireza Rezaei (IRI)          | 7–0   | Barys Hrynkevich (BLR)        | 3–0 PO |
| Bozhidar Boyadzhiev (BUL)     | 4–0   | Gelegjamtsyn Ösökhbayar (MGL) | 4–0 TO |

### Utslagningsträd
|  | Kvartsfinaler                   | Kvartsfinaler                   | Kvartsfinaler |  |  | Semifinaler           | Semifinaler           | Semifinaler |  |                      | Final                 | Final                 | Final      |
|  |                                 |                                 |               |  |  |                       |                       |             |  |                      |                       |                       |            |
|  | Artur Taymazov (UZB)            | Artur Taymazov (UZB)            | 7             |  |  |                       |                       |             |  |                      |                       |                       |            |
|  | Kuramagomed Kuramagomedov (RUS) | Kuramagomed Kuramagomedov (RUS) | 3             |  |  | Artur Taymazov (UZB)  | Artur Taymazov (UZB)  | 3           |  |                      |                       |                       |            |
|  | Alexis Rodríguez (CUB)          | Alexis Rodríguez (CUB)          | 1             |  |  | Aydın Polatçı (TUR)   | Aydın Polatçı (TUR)   | 0           |  |                      |                       |                       |            |
|  | Aydın Polatçı (TUR)             | Aydın Polatçı (TUR)             | 3             |  |  |                       |                       |             |  | Artur Taymazov (UZB) | Artur Taymazov (UZB)  | TO                    |            |
|  |                                 |                                 |               |  |  |                       | Alireza Rezaei (IRI)  |             |  |                      |                       |                       |            |
|  |                                 |                                 |               |  |  | Marid Mutalimov (KAZ) | Marid Mutalimov (KAZ) | 1           |  |                      |                       |                       |            |
|  |                                 |                                 |               |  |  | Alireza Rezaei (IRI)  | Alireza Rezaei (IRI)  | 4           |  |                      | Bronsmatch            | Bronsmatch            | Bronsmatch |
|  |                                 |                                 |               |  |  |                       |                       |             |  |                      |                       |                       |            |
|  |                                 |                                 |               |  |  |                       |                       |             |  |                      | Aydın Polatçı (TUR)   | Aydın Polatçı (TUR)   | 3          |
|  |                                 |                                 |               |  |  |                       |                       |             |  |                      | Marid Mutalimov (KAZ) | Marid Mutalimov (KAZ) | 1          |

|  | 5:e plats |                                 |    |  |
|  |           |                                 |    |  |
|  | 1         | Kuramagomed Kuramagomedov (RUS) |    |  |
|  | 1         | Kuramagomed Kuramagomedov (RUS) |    |  |
|  | 2         | Alexis Rodríguez (CUB)          | PA |  |